# Albouri-Lam
Albouri-Lam (tchétchène : Албур-Лам) est une montagne située dans le district de Kazbek au Daghestan près de la frontière avec la Tchétchénie. Elle culmine à 2 177 mètres d’altitude,. Les localités les plus proches sont Almak, Bourtounaï, Kalininaoul et les aouls abandonnés d’Albouri-Otar et de Khaniï douk. À l’est de l’Albouri-Lam se trouve le pic de Tsanta dont l'altitude est de 2 294 mètres, ce qui fait de l’Albouri-Lam le deuxième plus haut sommet du chaînon,.

## Toponymie
La montagne Albouri-Lam est ainsi nommée du nom de son propriétaire, Albouri, qui était originaire du taïp tchétchène akkoï (Iаккой) et possédait également la ferme d’Albouri-Otar, située au sud du village Kalininaoul. Le pâturage dans la montagne était souvent source de conflit entre Albouri et d’autres éleveurs vivant dans les villages avoisinants jusqu’à ce que l’imam Chamil ne désigne officiellement Albouri comme propriétaire du sommet.

## Faune
Chèvres, sangliers, chamois et, dans une moindre mesure, ours peuplent l’Albouri-Lam.